# Батоева, Надежда Владимировна
Надежда Владимировна Батоева (род. 30 марта 1991 года, Нерюнгри, Якутская-Саха ССР) — российская артистка балета, прима-балерина Мариинского театра. Лауреат премии «Надежда России» (2008), обладательница приза журнала «Балет» — «Душа танца» в номинации «Звезда Балета» (2021).

## Биография
Родилась 30 марта 1991 года в городе Нерюнгри Якутской-Саха ССР, где в то время работали её родители. Спустя два года семья переехала в Волгоград, где в 7-летнем возрасте Надежда начала заниматься в балетной студии. В 2000 году поступила в Академию русского балета имени А. Я. Вагановой (класс профессора Людмилы Сафроновой), которую закончила в 2009 и в том же году была принята в труппу Мариинского театра. 
В первые годы работы в Мариинском театре Батоева в основном была артисткой кордебалета, но и в ту пору ей стали поручать небольшие сольные партии в балетах «Спящая красавица», «Карнавал», «Сильфрида», «Дон Кихот» и других. 
За годы службы в театре в качестве первой солистки исполняла главные партии в балетах «Жизель», «Лебединое озеро», «Спящая красавица», «Дон Кихот», «Ромео и Джульетта», «Легенда о любви» и многих других. 

В роли Китри она неизменно демонстрирует темперамент и технику, в образе Жизели, Авроры в «Спящей красавице» и Одетты в «Лебедином озере» покоряет зрительские сердца нежностью, а танцуя Одиллию или Гамзатти в «Баядерке», заставляет поверить во властность своих героинь и в любой партии восхищает аккуратностью танца, соответствием всем канонам петербургской школы.— Официальный сайт Мариинского театра
В мае 2021 года Надежда Батоева стала обладательницей приза «Душа танца», ежегодно присуждаемого редакцией журнала «Балет».   
10 июля 2022 года после спектакля «Дон Кихот» в Мариинском театре Надежда Батоева была объявлена новой примой-балериной театра.

## Репертуар
| Балет                          | Партия                                                                           | Хореография                            | Редакция                              |
| ------------------------------ | -------------------------------------------------------------------------------- | -------------------------------------- | ------------------------------------- |
| «Сильфида»                     | Эффи, сильфиды                                                                   | Август Бурнонвиль                      | Эльза-Марианна фон Розен              |
| «Жизель»                       | Жизель, классический дуэт                                                        | Жан Коралли, Жюль Перро, Мариус Петипа |                                       |
| «Дочь фараона»                 | Рамзея                                                                           | Мариус Петипа                          | Тони Канделоро                        |
| «Лебединое озеро»              | Одетта-Одиллия, друзья принца, два лебедя                                        | Мариус Петипа, Лев Иванов              | Константин Сергеев                    |
| «Баядерка»                     | Гамзатти, Ману, вариация Гран-па, индусский танец, трио теней, баядерки          | Мариус Петипа                          | Владимир Пономарёв, Вахтанг Чабукиани |
| «Спящая красавица»             | Принцесса Аврора, Белая кошечка                                                  | Мариус Петипа                          | Сергей Вихарев                        |
| «Спящая красавица»             | Принцесса Аврора, фея Бриллиантов, фея Смелости, фея Золота, принцесса Флорина   | Мариус Петипа                          | Константин Сергеев                    |
| «Раймонда»                     | Генриетта, вариация                                                              | Мариус Петипа                          | Константин Сергеев                    |
| «Пахита»                       | Гран-па                                                                          | Мариус Петипа                          |                                       |
| «Дон Кихот»                    | Китри, Амур, цветочницы, вариация                                                | Александр Горский                      |                                       |
| «Корсар»                       | Гюльнара                                                                         | Александр Горский                      |                                       |
| «Шехерезада»                   | Зобеида                                                                          | Михаил Фокин                           |                                       |
| «Карнавал»                     | Коломбина                                                                        | Михаил Фокин                           |                                       |
| «Шопениана»                    | Одиннадцатый вальс                                                               | Михаил Фокин                           |                                       |
| «Петрушка»                     | танцовщицы                                                                       | Михаил Фокин                           | Гэри Крист                            |
| «Бахчисарайский фонтан»        | паненки, танец с колокольчиками                                                  | Ростислав Захаров                      |                                       |
| «Щелкунчик»                    | Маша, Куколка, испанский танец                                                   | Василий Вайнонен                       |                                       |
| «Ромео и Джульетта»            | Джульетта, сверстница Джульетты, служанки трактира                               | Леонид Лавровский                      |                                       |
| «Спартак»                      | этруски                                                                          | Леонид Якобсон                         |                                       |
| «Шурале»                       | Огненная ведьма                                                                  | Леонид Якобсон                         |                                       |
| «Драгоценности»                | изумруды, рубины                                                                 | Джордж Баланчин                        |                                       |
| «Аполлон»                      | Полигимния                                                                       | Джордж Баланчин                        |                                       |
| «Симфония до-мажор»            | Аллегро виво, Аллегро виваче                                                     | Джордж Баланчин                        |                                       |
| «Сон в летнюю ночь»            | Па де-де из 2-го действия                                                        | Джордж Баланчин                        |                                       |
| «Легенда о любви»              | Мехменэ Бану, Ширин, танец золота                                                | Юрий Григорович                        |                                       |
| «Каменный цветок»              | Катерина                                                                         | Юрий Григорович                        |                                       |
| «Сильвия»                      | Сильвия                                                                          | Фредерик Аштон                         |                                       |
| «Кармен-сюита»                 | Табачницы                                                                        | Альберто Алонсо                        |                                       |
| «В ночи»                       |                                                                                  | Джером Роббинс                         |                                       |
| «Адажио Хаммерклавир»          |                                                                                  | Ханс ван Манен                         |                                       |
| «5 танго»                      |                                                                                  | Ханс ван Манен                         |                                       |
| «Анюта»                        | Анюта                                                                            | Владимир Васильев                      |                                       |
| «Щелкунчик»                    | Маркитантка, китайский танец, па-де-труа пчёлок, сёстры Щелкунчика, вальс цветов | Кирилл Симонов                         | Михаил Шемякин                        |
| «Волшебный орех»               | Крысиная шутиха                                                                  | Донвена Пандурски                      | Михаил Шемякин                        |
| «Анна Каренина»                | Анна Каренина, Китти                                                             | Алексей Ратманский                     |                                       |
| «Конёк-Горбунок»               | мамки                                                                            | Александр Горский                      |                                       |
| «Золушка»                      | Золушка, мамки                                                                   | Ростислав Захаров                      |                                       |
| «Предчувствие весны»           | три женщины                                                                      | Юрий Смекалов                          |                                       |
| «Парк»                         | солистка                                                                         | Анжелен Прельжокаж                     |                                       |
| «Там, где висят золотые вишни» |                                                                                  | Уильям Форсайт                         |                                       |
| «Инфра»                        |                                                                                  | Уэйн Макгрегор                         |                                       |
| «Бемби»                        | Фалина                                                                           | Антон Пимонов                          |                                       |
| «Хореографическая игра 3x3»    |                                                                                  | Антон Пимонов                          |                                       |
| «Inside the lines»             |                                                                                  | Антон Пимонов                          |                                       |
| «Скрипичный концерт №2»        |                                                                                  | Антон Пимонов                          |                                       |
| «Кот на дереве»                |                                                                                  | Антон Пимонов                          |                                       |
| «La nuit s’achève»             |                                                                                  | Бенжамен Мильпье                       |                                       |
| «Push Comes to Shove»          |                                                                                  | Твайла Тарп                            |                                       |
| «Пахита»                       | Пахита, Кристина                                                                 | Юрий Смекалов                          |                                       |
| «Ярославна. Затмение»          | Ярославна                                                                        | Владимир Варнава                       |                                       |
| «Коппелия»                     | Сванильда                                                                        | Александр Сергеев                      |                                       |
| «Двенадцать»                   | Катька                                                                           | Александр Сергеев                      |                                       |
| «Не вовремя»                   |                                                                                  | Александр Сергеев                      |                                       |
| «Русские тупики — II»          |                                                                                  | Максим Петров                          |                                       |
| «Поцелуй Феи»                  | Фея III, невеста                                                                 | Максим Петров                          |                                       |
| «Под куполом»                  |                                                                                  | Илья Живой                             |                                       |
| «Чудесный мандарин»            | Девушка                                                                          | Юрий Посохов                           |                                       |

## Фильмография
- 2013: Лебединое озеро/ Swan Lake (фильм-балет, Великобритания, Россия)[6].
- 2013: Золушка/ Cinderella (фильм-балет, Россия, Франция)[7].

## Награды и премии
- 2008: Лауреат премии «Надежда России».
- 2021: Обладатель приза журнала «Балет» — «Душа танца» в номинации «Звезда балета»[1].